# Frederick Semple
Pour les articles homonymes, voir Semple.
Frederick "Fred" Semple (Saint-Louis, Missouri, 24 décembre 1872 - Saint-Louis, Missouri, 21 décembre 1927) est un golfeur et joueur de  tennis américain. En 1904, il remporta une médaille d'argent en golf aux Jeux olympiques de St. Louis, dans la catégorie par équipe.